# 韓国起源説
韓国起源説（かんこくきげんせつ）とは、韓国の個人・団体などが、他国の文化などの起源・伝播を朝鮮半島に求める言説群の俗称。韓国起源論ともいう。学者や文化人が個人的に主張する説から、公的団体が正式に主張する説まで多岐にわたり、一時的にマスメディアで流布される場合から、継続的に国際的な広報活動が行われる場合まで様々である。特に、日本文化や中国文化が対象とされる場合が多い。

## 概要
韓国起源説の主な対象は、日本文化と中国文化をはじめ、メソポタミア文明・インカ文明・西洋文明・生態系まで多岐にわたり、有形・無形の文化だけではなく、歴史上の人物や元号、菓子・漫画・アニメ等の娯楽を入れたあらゆる分野が対象となっている。これらの主張の根拠は似非科学から語呂合わせや民間語源、一切根拠の無いものまで多岐にわたり、韓国国内外で広く流布されている説から韓国内ですらほとんど受容されていない説まで様々である。ただし、自民族優越主義的な視点で主張される点では広く共通しており、日本国内での文化の発現、革新、発展、継承を無視しており、特に日本文化に対する起源説の主張では、小中華思想と公教育に基づいた強い対日蔑視の目で主張される事が多く、様々な日本文化や文化財が剽窃され韓国文化として外国に宣伝されている。
「韓国人の劣等感が原因」との韓国の大学教授の指摘もある。また「韓国は古代より小さな属国だったため自信がない。そして歴史・資源・世界的な地位などあらゆるものが不足するなかで手段を選ぶことなく自分の物であることを主張するようになった」と分析した中国メディアもある。このような起源主張は韓国以外にも存在するが、韓国起源説は、韓国国内のみならず世界に向けて大規模な発信がなされているものも少なくない。
例えば、朝鮮日報・東亜日報・中央日報のような大手マスコミや、学者や有名作家が韓国起源説を公然と主張・報道したり、韓国起源説に基づいて映画が作られたりする。世界に向けては、2002年アジア競技大会組織委員会や大韓剣道協会のような公式国際団体が韓国起源説を主張したり、Japan Expoや韓国政府が後援する Korean Connection のような国際的なイベントで、韓国起源説に基づいた対外文化広報が行われたり、移民した在外韓国人が現地で積極的に韓国起源説を広めたりする（後述）。さらに、事実無根の起源説が別の起源説の根拠になるなど、仮説や希望的観測に基づいた虚構が「歴史的事実」として流布されている。
韓国起源説がいつごろ始まったかは定かではないが、世界で有名になるとその文化に対する韓国起源説が主張され始める場合が多い。例えば韓国では侍や日本刀や桜は「野蛮な日帝の象徴」として長らく忌み嫌われていたが、侍や毎年春にタイダルベイスンで開かれる全米桜祭りのソメイヨシノがアメリカで人気を博していると認識すると、大規模に韓国起源説を主張し始めた。
日本や中国で韓国起源説が広く認知されるようになったのは、インターネットが普及し始めてからであり、日本では『マンガ 嫌韓流』などの出版物の影響も大きい。中国のネットアンケートで韓国が「嫌いな国」第1位に選ばれたが、その一因が韓国起源説にあるとされており、中国国内で膨張する嫌韓感情に対処するために、李明博大統領が辛正承在中韓国大使に指示して、一部誤報が含まれた韓国起源説に対する釈明を中国メディア上で大使にさせるほどの影響力を持つようになっている。日本のメディアでも、「マジンガーZの海賊版が韓国作品として韓国で放送されていた!? またお得意の韓国起源説ですか（苦笑）」などの記事が書かれたり、書籍のテーマに取り上げられたり、アニメ「ヘタリア」に韓国起源説が取り上げられ、これに韓国の国会議員が抗議するなど、広く知られるようになった。
日本のインターネットでは、このような起源主張を朝鮮語で「我々」を意味する「ウリ(朝: 우리)」と「オリジナル(英: original)」をかけて「ウリジナル」と呼ぶことがある。この「ウリジナル」という言葉は、雑誌などが取り上げたり、大学教授が用いたり、テレビ番組で取り上げられたりするほど広まっている。
また、韓国起源説に類似するものとして、韓民族優越主義の観点から日本の各界で活躍している人物の血統の起源を、事実や根拠にもとづかず、韓国系や在日韓国・朝鮮人に求める在日認定がある。
情報の伝播構造としては、陰謀論やチェーンメール、ある種のデマと類似しており、ある種の権威主義を触媒として拡散される誤った情報の伝播速度に対して、正確な情報の説明や伝達に非対称で多大な情報や証拠の提示が必要となる構造があり（「起源説」の提示は高々断定調の数フレーズであるのに対して、その反証のための証明が膨大になる）、結果として流言の広がりが爆発的になるのに対して訂正情報の拡散速度は鈍いものとなる。

## 実例
韓国起源の対象となっている事物は、2016年時点でも報道などを通して様々な事物に対して唱えられ続けており、例えば『ソメイヨシノ韓国起源説』は、韓国の各種メディアで報道されている。
韓国起源説の対象は、侍、刀、剣道、空手といった武術・武道関連、歌舞伎や折り紙といった伝統文化、寿司や沢庵といった日本料理、「わっしょい」等の様々な日本語の語源、東洲斎写楽や天皇などの著名人物、熊本城や日本庭園や勾玉といった有形文化財、ソメイヨシノや秋田犬のような動植物、旭日旗などがある。
また、主張の主体も、一般人・新聞記者・大学教授・作家等、多様である。傾向としては、原則として韓国の自民族優越主義が根底にあるため、好ましい有名な事物に適用される一方で、有名であっても日本色が強すぎた文化（桜）や、好ましくないと考えられていた文化（侍や切腹）については『日帝残滓』というような形で蔑まれ、ある時点においてまで起源説が主張されないこともあった。しかし、映画などを通して侍や切腹、武士道などが高潔な姿として認識されるようになると、一転して起源説が唱えられるようになった（どれも韓国側に都合が良いと認められた場合のみ）。

## 日本に対する韓国起源説の発生理由

### 事大主義・小中華思想・儒教・属国史
朝鮮半島の歴代王朝は長期間に渡って中国大陸の歴代王朝による直接統治を受けたり藩属国となっており、例えば、三韓族は楽浪郡や帯方郡に所属して間接支配を受けていた他、新羅は当初は韓 (三韓の1つ馬韓族が建てた百済)・倭国・満州民族の高句麗の属国であり、その後北斉（北朝）・陳（南朝）・隋・唐に朝貢し服属するようになる。高麗は宋・契丹（遼）・女真（金）・明の藩属国であり、元の時代には直接支配を受けた。李氏朝鮮は明・清の藩属国であり定期的に朝貢していた（日清戦争まで）。これらの歴代王朝の多くは中国歴代王朝による冊封を受け（中国朝鮮関係史参照）、朝鮮半島では中華文化に対して卑屈なまでに尊ぶ事大主義と、自らを中華の一部と見做して「劣等な周辺諸国」に対して優越すると信じる小中華思想の時代が長く続いた。
近代に至り、宗主国である清が日本に日清戦争によって敗れると小中華思想は現実面で立ち行かなくなる。小中華思想の上では劣等でなければならない日本によって併合・近代化され、日本文化が大量に流入すると、日本に対する韓国の劣等感や反日感情が広がった。第二次世界大戦後に独立したが、国民国家形成と国際的な認知を得るために必要な自民族の歴史と文化に基づいたアイデンティティーが不足することとなった。そこで、既に世界的に認知度の高い日本文化や中国文化などを韓国起源と剽窃することで、国家アイデンティティの形成、外国からの認知向上、自国を併合地化した上に、長年大国として君臨してきた日本・中国に対する劣等感の克服を同時に、容易に果たそうとしていると考えられている。
また、このような小中華思想に儒教思想や民族主義が加わることによって「優越な長男の中国と次男の韓国（朝鮮）、劣等な三男の日本」、「優越な母の韓国と劣等な捨て子の日本」という認識が発生し、さらには、
- 「先進的で文化的で優秀な朝鮮が、未開で野蛮で劣等な日本に先進的な文明を授けてやった。」
- 「日本は韓国の優れた文化を受け入れただけの文化劣等国」
- 「日本は有史以来一枚見下げるべき文化的劣等者」
- 「全ての日本文化は朝鮮に源流がある」
- 「百済人が日本を建国した」

という歴史観が広く浸透し、日本文化に対する韓国起源説の温床となっている。
このような日本蔑視は、日本列島を指す「島国」という言葉が「劣等で未開」という意味で使われていることからもうかがえ、駐日韓国大使がテレビのインタビューで使うまでになっている。また、韓国マスコミも、「日王」「チョッパリ」「ウェノム」「イルボンノムドル」などの日本と日本人を指す侮蔑語を日常的に使用し、
- 「古代に韓民族の中の質の悪い犯罪者を「おぼれ死ね」と丸太に縛って海に流して島にたどり着いたのが国際的なならず者の低質日本民族の正体だ」[31]
- 「『日本猿』と『チョッパリ』、どちらが日本人の呼び名に相応しいか？」[32]
- 「裸で魚を獲っていた人に我々が文化を伝えてやったのに何を言ってるんだ」[33]
- 「『倭人』という言葉がある。とても小さくてみすぼらしいという意味の倭だ。人間の度量が小さくて狭い場合に私たちは『小さい奴』という言葉を使う。日本はそのような種族だ。」
- 「『日本猿』という呼称がある。陰湿で凶悪で他人の真似はうまい人に、よく『猿のような奴』と非難する。日本はその猿のように卑怯な種族だ。」[34]

などと、極度に侮蔑的な対日論評を日常的に行っている。このように、韓国社会全般では「韓国人の優秀性」と「日本の劣等性・未開性・野蛮性」を扇動する傾向が強く、韓国起源説が発生しやすい環境が醸成されている。
また、自著の中で水野俊平（野平俊水）は韓国の「情」に言及している。朝鮮半島史は一貫して外敵との戦いの歴史（周辺の強国に侵略や占領され、事大する歴史）であり、「偉大なる民族史」に憧れる心情は「理解できないことでもない」としている。また、韓国大衆の間で、「朝鮮半島史が日帝や親日派により不当に矮小化された」と信じられている為、「植民地史観から歴史を回復（復元）する」という名目で行われる起源説の主張が非常に受け入れられやすく、正統派の歴史学者が偽史や起源説に異議を唱えにくい状況になってしまっていると分析している。また、日本人学者が起源説を否定した場合「歴史を歪曲する日本の右翼学者」とレッテルを張られ、深く議論されることはまずない。そのため、韓国の学会ですら全く認められていないか疑問視されているような起源説であっても、否定する言説が表れないため、韓国大衆に「事実」として認識され広まっていくケースが多いとしている。
台湾の評論家である何則文は「韓国起源説」について以下のように分析する。
1. 2015年、柯文哲台北市長が韓国を訪れた際に、2015年夏季ユニバーシアード選手村にある「韓醫（韓医学）」という横断幕を見てショックを受けたことがある。そのことを台湾メディアが報じると、「漢方医学が中国医学であることを否認して、韓医学と称するなんて、恥知らず」と多数の台湾人が非難したが、台湾人が怒るのは、原理主義的な中華思想の過ちを犯している。何故なら、台湾人が非難する韓国起源説は、中華文明の束縛から解放された韓国人が独自の価値観を構築する過程だからである[35]。
2. 朝鮮の歴史は、周武王による殷帝辛征服後、殷朝の残党が朝鮮に移民し、箕子朝鮮を建国した。戦国時代には燕国の将軍である衛満が移民を率いて箕子朝鮮に入り、衛氏朝鮮を建国するなど朝鮮は古代から中国の一部だった。この中国の地方政権がようやく「祖国の抱擁」に戻ったのは、漢武帝の時代である。漢武帝は紀元前108年、衛氏朝鮮を破壊し、そこに漢四郡を設置、朝鮮半島を植民地にした[35]。400年以上にわたって中国の植民地だった漢四郡は、中国東北部において台頭した高句麗によって滅ぼされた。高句麗は中国の外患となり、高句麗領は現在の北朝鮮と東三省にまたがる[35]。高句麗は、現在の中国領で建国されたので、中国の歴史家は、中国の地方政権だったと考えている。隋煬帝が高句麗を討伐した理由は、高句麗は中国の控制から離脱した中国の地方政権であり、この分離独立運動を排除しなければ中国の統一は完成しないと考えたからである。そして、唐高宗が祖国の統一を完成させた。宋代、北方の契丹と新王朝の高麗王朝が争い、一時期、高麗王朝は独立していたが、その後の元朝の台頭により、高麗王朝の独立は奪われた。李氏朝鮮という国号は朱元璋が命名した[35]。李氏朝鮮の建国王・李成桂が高麗王朝の王位を簒奪し、明朝の礼部に新政権の国名について問い合わせる手紙を出したとき、朱元璋が「東夷の国号は朝鮮のみ」と答えたことに由来する。李氏朝鮮は明朝の元号を使い、国家という概念もなく、中国が中心ということにちなんで「東国」と自称し、明朝の服飾を身にまとっていた。現在、韓服と称しているが、実際は明朝の服飾である[35]。
3. 1000年以上の歴史をもつ朝鮮では、自己の文字がなく、中国語で文章を書き、自分たちは中華文明の一部であり、孔子や孟子の聖道を継承していると自認しており、李氏朝鮮世宗が朝鮮固有の文字の創製を推進した時には、「昔から九州（中国）では、風習や方言は違っていたが、風習や方言が違うからといって文字を変えた人はいない。中国は、朝鮮には箕子の遺風、箕子の文物、箕子の礼楽があると朝鮮人を中国人になぞらえている。諺文をつくり、中華を捨てて夷狄になることは、文明に対する反逆ではないか」と士大夫から強烈な反発を受けた[35]。士大夫は、国家という概念をもっておらず、「九州（中国）」に朝鮮を含み、箕子の遺風を継承し、中華の聖道を継承していることに深い誇りを抱いていた。このような士大夫の抵抗により、20世紀になってようやく諺文は全国に普及した。明代の朝鮮は、自らを中華の一部であり、自らは中原から移民した箕子の子孫と認め、中原と同一文化を共有していた[35]。朝鮮民族の思慕の祖国である明朝は崩壊したが、『朝鮮王朝実録』に「吾東方自箕子以來、教化大行、男有烈士之風、女有貞正之俗、史稱小中華（箕子が我が東方に来て、民を教化され、男は烈士に、女は貞節となり、小中華となった）」とあるのは、漢人の中華王朝の終焉を受け入れることができなかったことを示す[35]。李氏朝鮮では明朝の服飾を身にまとい、その後、清に隷属したが、人々は崇禎紀元を使用しており、崇禎から200年後の文書でさえ崇禎紀元を使用している。人々は明朝を懐かしみ、清朝の皇帝を「虜王」と呼ぶほどであり、明朝の鄭成功統治下の台湾でもみられない現象が、李氏朝鮮ではおこなわれていた[35]。19世紀後半まで、朝鮮では自らを中国人の箕子の子孫と称していた。「太極旗」は、1882年に韓国の使臣の朴泳孝と金玉均が外交交渉時に、清国の「黄龍旗」を使用できるよう清国に許可を求めたが、清国が拒否したことから、その代わりに在韓中国使節だった馬建忠が「太極旗」をデザインした[35]。
4. おとなしかった中国の弟が、突如として、自らは中華の聖道を継承していないと主張するようになった背景には檀君がある。日韓国併合後、有史以来、中国に支配され、自らの道を自らで切り開くことができなかった朝鮮人の悲劇を見出した申采浩は、国家と民族のアイデンティティを構築するためには、歴史を改竄する必要があると悟り、中華文明や儒教の束縛から解き放ち、朝鮮人の自己視点から歴史を描いた[35]。こうして、中華文明の起源を箕子から架空の人物である檀君に置き換えることにより、歴史を改竄した申采浩は、「沒有歷史，就沒有民族。（歴史なくして国家なし）」と宣言した[35]。申采浩によって、朝鮮人たちはもはや中華文明の一部ではなく、独立した朝鮮文化であると妄想するようになった[35]。2000年以上の歴史を持つ朝鮮が、中国から独立してから、まだ100年余りしか経っていない。漢代の植民地漢四郡の時代から、中国や日本と肩を並べる東アジアの大国となった現代の韓国は、かつては自らを箕子の子孫だと自認していたが、現在では、中華文明への執着から解放され、韓国人であることに誇りをもち、脱中国運動がはじまり、その脱中国運動こそが「韓国起源説」である[35]。

### 公教育

#### 国籍ある教育
韓国の建国当初の民族主義は「反日主義」一辺倒で、「日帝に対する闘争」を掲げることで民族の紐帯を醸成していった。
韓国の朴正煕元大統領は自著『国家・民族・私』で、次のような言葉を遺している。
*「我が半万年の歴史は、一言で言って退嬰と粗雑と沈滞の連鎖史であった」
- 「姑息、怠惰、安逸、日和見主義に示される小児病的な封建社会の一つの縮図に過ぎない」
- 「わが民族史を考察してみると情けないというほかない」
- 「われわれが真に一大民族の中興を期するなら、まずどんなことがあっても、この歴史を改新しなければならない。このあらゆる悪の倉庫のようなわが歴史は、むしろ燃やして然るべきである」

さらに自著『国家、民族、私』で、李氏朝鮮について次の言葉を遺している。
*「四色党争、事大主義、両班の安易な無事主義な生活態度によって、後世の子孫まで悪影響を及ぼした、民族的犯罪史である」
- 「今日の我々の生活が辛く困難に満ちているのは、さながら李朝史（韓国史）の悪遺産そのものである」
- 「今日の若い世代は、既成世代とともに先祖たちの足跡を恨めしい眼で振り返り、軽蔑と憤怒をあわせて感じるのである」

朴正煕は朝鮮史における事大主義と属国性を自覚し、自著『韓民族の進むべき道』で韓国人の「自律精神の欠如」「民族愛の欠如」「開拓精神の欠如」「退廃した国民道徳」を批判し、「民族の悪い遺産」として次の問題を挙げている。
*事大主義
- 怠惰と不労働所得観念
- 開拓精神の欠如
- 企業心の不足
- 悪性利己主義
- 名誉観念の欠如
- 健全な批判精神の欠如

朴正煕は独裁体制（維新体制）を確立すると、上記のような朝鮮民族の問題点を払拭するために、「民族の中興の使命を達成するための主体的民族史観」に基づいた「国籍ある教育」を掲げた。

#### 歴史教科書
上記のような「朝鮮民族の問題点」を払拭するために行われた「国籍ある教育」に基づいた韓民族優越史観で編纂された韓国の国定教科書が韓国起源説を加速させている側面がある。教科書では、「先進的な韓国が未開な日本に文明を授けてあげた」という歴史観が一貫して強調されており、日本に対して、日本の独自性の強い社会・文化や、日本が最も影響を受けた中国との東シナ海交易ルートや、日本から外国への文化伝播が存在しないかのような誤解を与えている。また、朝鮮半島が歴史上ほとんどの期間中国の従属国で政治・社会・文化の面で隷属していたことに殆ど触れられていないため、韓国人が「歴史的に朝鮮は文化先進国」という認識を一層強くする原因となっている。
例えば、小学校の社会科教科書の日本関連では、
「百済の文化を日本に伝えてあげた王仁」
「（三国時代）わが先祖は発達したわが文化をとなりの日本にも教えてあげた」
「高句麗の文化を日本に伝えてあげた」
「今も日本人は、王仁を日本文化の先生として崇めている」
等と朝鮮半島から日本への文物の「授与」が執拗に記述されている一方で、日本から朝鮮半島への影響については「残虐性」や「野蛮性」が誇張されて執拗に記述されており「日本人は文化的に劣等」という認識のもとで一貫して記述されている。小学校4年生2学期、道徳副読本89ページには、「韓民族は強靭な所があります。中国歴代王朝、日本など周辺の国々がしつこく侵略を試みましたが、結局はすべて失敗してしまいました。（中略）例えば韓半島に韓民族ではなく日本や他の民族がいたらすぐに亡びたはずです」と、ここでは「日本人が半島に住んでいたら滅んでいた」とまで明記されている。
また、高校の歴史教科書では、
「倭族は大概東北アジア系統の族属と南洋族そしてアイヌ族の雑種」
「優秀な朝鮮民族と劣等な日本民族」
「東アジアの文化的後進国であった日本」
「朝鮮半島の先進文化を未開な日本に教えてあげた」
「近代化以前の日本の文化はすべて偉大な先進文化を持つ朝鮮半島から由来したもの」
「野卑な日本はいつも朝鮮半島を侵略して財物を奪っていった」
と示唆するような記述で一貫されていて、中には「東アジアで文化的に劣等だった日本」とまで明記されている箇所まである。。
王仁が日本へ儒教と漢字を伝えたとされるが、当時の朝鮮半島の「文化」を伝えたとは書かれていない。また、王仁は日本側の資料にのみに登場する人物であるが、韓国は『古事記』の「応神天皇の命令を受け百済が献上した人物」と言う記述や『日本書紀』等の日本の大国ぶりがうかがえる記述については「捏造」と激しく否定しており、資料の都合の良い部分だけ採用し（王仁に関する記述や、高野新笠が武寧王の子孫であると言う記述など）それ以外は無視するという良いとこ取りをし、二重基準を見せている。なお、実際の王仁は高句麗に滅ぼされた楽浪郡の漢人系の学者であるか、あるいは実在しなかったとも言われている。また、韓国の公教育で教えられている「先進的な朝鮮と未開な日本」という論説は、朝鮮通信使が書き残した日東壮遊歌での記述や、当時の日本の経済や社会や文化の有様から見ても決して史実とはいえない。
鎌倉末期の『八幡愚童訓』所収の「八幡宮御縁起」には、三韓征伐時に、新羅王が「我ら日本国の犬となり、日本を守護します」と誓ったと書かれており、足利義教が誉田八幡宮に奉納した『神功皇后御縁起絵巻』にも新羅・百済・高麗の国王が、「我ら日本の犬となりて守護すべき」と誓ったと書かれている。林鵞峰は、犬追物の起源は、犬を朝鮮人に見立てて射る練習をしたものであり、武士の間でも朝鮮が日本の犬なのは常識であると書いている。和辻哲郎は『尊王思想とその伝統』において、「八幡宮御縁起」を「この物語にある『新羅国の大王は日本の犬なり』といふ言葉が、我々の幼少の頃、母親の口から聞かされた言葉であることなどによって知らされる」と述べており、「日本は朝鮮から文化を享受して憧憬を抱いてきた」というのは、事実ではなく、日本人にとって朝鮮は憧憬の対象ではなく犬であった。
また、韓国の歴史教科書では檀君神話を史実として掲載し、「朝鮮半島の歴史は中国の歴史よりも長く、世界最古のひとつ」と教えて民族主義を扇動している面もある。1981年に大韓民国教育部長官の安浩相は、
1. 檀君は実在の人物、
2. 檀君の領土は中国北京まで存在した、
3. 王倹城は中国遼寧省にあった、
4. 漢四郡は中国北京にあった、
5. 百済は3世紀から7世紀にかけて、北京から上海に至る中国東岸を統治した、
6. 新羅の最初の領土は東部満州で、統一新羅の国境は北京にあった、
7. 百済が日本文化を築いた

という「国史教科書の内容是正要求に関する請願書」を国会に提出して、第4次教育課程『国史』が作成され、1982年『国史』から2006年『国史』までは、古朝鮮の建国は、「檀君王倹が古朝鮮を建国したとする」と『三国遺事』を引用して、歴史的事実である可能性を叙述する。しかし2007年『国史』からは、「檀君王倹が古朝鮮を建国した」とし、『三国遺事』からの単純な引用ではなく、歴史的事実として確定している。
朴チョルヒ（朝鮮語: 박철희、京仁教育大学）は、「小学校教科書には民族文化の優秀性を強調するために他民族を貶す記述も多く、特に、日本人は文化的に我々よりも劣等だと一貫して記述されている」と批判し、他文化を無視すると同時に他文化に対する偏見を助長しやすいと批判している。

### 韓国起源説を補完する説の存在

#### 文化抹殺説
韓国起源説や「日本人の野蛮性」という認識を補完する主張として、「日本による韓国文化の抹殺・略奪説」がある。日韓併合時代や文禄・慶長の役の際、日本が朝鮮半島の文化・文化財をことごとく抹殺・略奪したというもので、「現代の朝鮮半島に存在しない文化も、日本に抹殺・略奪される前には存在したはずだ」との前提で、多くの韓国起源説が主張されている（例：折り紙）。
剣道や柔道のように、日韓併合時代に日本が韓国に伝えた文化（日帝残滓）についても、「韓国に本来あったはずの伝統様式こそが日本様式の起源であったが、日帝によって抹殺され日本風に強制的に改変された」と主張し、呼称・服装・作法などを韓国風に改変し韓国起源説を主張する場合がある。
弓道のように韓国起源を主張していない文化についても、「韓国のものは日韓併合時代に日帝に抹殺されたが、本来は伝統的な様式があった」と主張し、自己文化の伝統・正当性の根拠とする場合もある。
韓国起源説の信奉者は「日本が朝鮮半島に存在した～の文化を抹殺した」という物証がないことすら、「それこそ日本による文化抹殺が周到に行われ、巧妙に隠蔽された証拠だ」という陰謀論を展開することが多い。つまり、「証拠がないことこそ証拠である」という論理で言い抜けをすることが多い。

### 民族性・その他
韓国起源説の土壌として、韓国の民族性が挙げられることが多い（ただし、「民族性」という概念は、社会事象の説明要因としては「人種」等と同じく、定義の曖昧さ・理論の弱さ・統計的証拠の乏しさ等の理由から、近年の社会科学で使われることは少ない概念である点に注意が必要であるとされている）。
- 元祖に執着する民族性。ソウルは「元祖」を主張する店の看板にあふれているという[60]。
- 正統性や系譜を極端に重視する儒教的影響。家系図にみられるように儒教的影響から、韓国社会は初代や元祖を重視する傾向がある。その結果、これらを名乗る事によるメリットも大きい。
- 韓国の文化依存症候群である火病に起因する詐称がある。現実を事実として許容できない場合、論理的でない方法（嘘等）を用いてでも、自らや他人を納得させようとする回避・強迫的行為。
- 民族主義。韓国の新聞には、韓国文化を自画自賛する言葉が頻繁に出てくる[61][62][63][64][65][66][67][68][69][70][71][72]。この「優秀な韓国文化」という意識があるため、他文化を認めず、「韓国＝世界一」という歴史観が広く共有されている。
- 反日思想。韓国を肯定するための方便として、日本を否定する言説が受け入れられやすい傾向にある。
- 日鮮同祖論の遺産。日鮮同祖論が日本による韓国併合を正当化する理論として否定された後も、日本文化の起源が韓国にあるとする論理は韓国文化の優位性を示すものとして引用されている。
- 近年の風潮では、韓国起源を主張することは愛国者であり反論するものは親日派だとして叩かれる事例も存在する。
- 国際的知名度、認知度の低さ。日本や中国などに比べて韓国は国際的に知名度や認知度が低く、国家ブランドが弱い。その為、誇張した広報や、過度の主張を行って認知を上げようとする民族主義的な背景が生まれている。
- 韓国起源であると発表した後、続々と証拠が現れるが、そのどれもが歴史的にありえない物や、証拠にならないものが多い[注釈 8]。

## 評価
- 岡田英弘も、「もともと、日本は未開野蛮の国で、朝鮮がすべて、いいことを教えてやったんだと思いたい。極端な話が、日本の歌謡曲だって、実は朝鮮人が発明して、それを有名な音楽家である古賀政男が朝鮮に来て、それを聞いて帰って、つまり盗んで、自分が作曲したと言って発表した。それが日本の歌謡曲の起こりだ、という解釈まである。これは国民的な信念なのだ。このようなことに至るまで、とにかく、自分たちが兄で、日本は弟だ、という信念が、韓国人のアイデンティティーの基礎にあって、これを否定されたら、韓国人でいられない」と評している[73]。
- 三橋貴明と室谷克実の二人は、【三橋】「『何でも韓国起源にする』という話では、桜のソメイヨシノがあります。韓国人にいわせれば、ソメイヨシノは済州島起源らしい。しかし、ソメイヨシノは自生しない種で、接ぎ木でしか育ちません（笑)。オオシマザクラとエドヒガンの接合したもので、それを知らずに、『ソメイヨシノは済州島の自生植物』といっている。哀れです」【室谷】「戦後のソウルでは、『倭臭がするから』と桜の木を切り倒した。ところが今や外国の都市で、日本からの苗寄贈で出来上がった桜並木を見るや、『わが国の木だ』と始める。そもそもソメイヨシノは、現在の東京・駒込の染井霊園あたりでつくられた桜です」【三橋】「まぁ無知だけれども、それで国が潰れる心配はありません。ウソはもっと性質が悪い。ほらを吹いてまでソメイヨシノを韓国起源にしたがるほうが深刻です」【室谷】「ウリジナルですね。韓国語の会話にじつに頻繁に出てくる『ウリ』と英語の『オリジナル』を組み合わせた造語です。誰がつくったのか、言い得て妙です」【三橋】「日本刀と剣道、柔道、合気道、茶道、華道、折り紙、清酒、納豆。みんな『韓国人が創設した、開発した』という。対象は日本の文化に限らず、漢字も韓国人の発明であり、孔子はじつは韓民族だったという」【室谷】「英語を翻訳した諺も、いつしか『そうした場合、韓国では昔からこういってきた』式になり、その諺を生みだした祖先の英知を自慢したりする。ロケット砲を最初に考え出したのも李朝世宗の朝鮮人だとか。なぜ侵略してきた豊臣秀吉軍に、それを使わなかったのでしょう。そんなに素晴らしい文化・文物を創設してきたならば、なぜ今日の韓国は世界の最先進国家でないのでしょうか。誰かが一つのウリジナル説を唱える。それが、まさに『ウリ自尊心』に合致する話だと、たちまち国民的大合唱になり、いつしか韓国のなかでだけ通じる『もはや証明する必要もない既定の事実』になっていくのです」と述べている[74]。
- 井沢元彦も、「かつて中国スタンダードに反する『オリジナル』の許されなかった『つらさ』はわかるが、だからといってなんでもかんでも韓国が発祥という『ウリジナル』は行き過ぎだろう」と述べている[75]。
- 大礒正美も「何でもかんでもこじつけてしまうわけです。特に日本を見下し、何を言ってもいい、という感覚がある。韓国国民が起源説を信じているというよりは、ワーワー言うのが楽しいという感じ。それにメディアが乗っかって話を大きくするわけです」と述べている[76]。
- 金光林は韓国人が漢字を発明した或いは、孔子は韓国人だったという主張を行う韓国人学者がいるが、韓国の学界の定説にはなっていないが、これらの主張が中国に伝わり、韓国人は中国文化は何でも韓国に宗主権があるという韓国起源説として受け止められ、韓国人が中国文化を侵食していると警戒されており、「中国と朝鮮は前近代の伝統社会においては、基本的に東アジアの漢字文明圏、儒教文明圏、または中国文明圏に属し、文明的性格において韓国の独自性が見えづらかった」「ハンティントンは『文明の衝突』の中で、韓国・朝鮮を中華文明のカテゴリーに入れている。現代の韓国・朝鮮においても、伝統文化を論じる場合、その文化の内容が中国の伝統文化と重複、類似する場合が多く、韓国・朝鮮が自国の文化として主張するものが中国でも自国文化として主張する場合と重なっている」「朝鮮は前近代の歴史において、漢字・儒教・政治・社会制度など多数の領域にわたり 中国の影響を受けており、そのために韓国・朝鮮の文化には中国文化との共通的要素が多いので、中国側からすれば、韓国・朝鮮文化の独自性を看過しやすくなる」「韓国・朝鮮では、近代のナショナリズムとの関連から韓国・朝鮮文化の独自性に対する主張が多くなり、印刷術・天文測定器・東洋伝統医学の宗主権論争に見られるように、場合によっては韓国・朝鮮側が中国起源の文化を過剰に自国の独自文化として主張しているように中国側に受け止められたりする」と指摘している[77]。
- 西尾幹二も、「韓国は日本のコピーである。だから、ほかでもない、韓国人は韓国のコピーを日本にさせたい。それは妄執に近い彼らの欲望となっている。日本海を東海と呼ばせようとするのも、空手の一流派をテコンドーと名づけてオリンピック競技に仕立て、韓国起源を演出するのも、『竹島の日』が出たらただちに『対馬島の日』と言い立てる荒唐無稽も、こういう子供っぽいことをしようとするのはすべてみな日本を意識しての話であって、国際地理学連合が古くから日本海と名づけ、日本人が長い伝統を持って柔道を世界的に普及させてきた…等などの日本の真似をそっくり演じ、しかもそれを日本にも強制する。コピーのコピーをさせようとする」と批判している[78]。
- 中宮崇も「朝鮮人は、自分たちこそ世界でもっとも優れた民族だと思い込んでいる。彼らが勝手に内輪で盛り上がっているだけなら、朝鮮民族ごときが何を考えていようがなんの影響も害もないのでどうでもよいのだが、まったく根拠のない噴飯ものの思い込みが高じて、世界中に赤っ恥をさらす事態にまで発展してしまうこともしばしばだ。（中略）もっとも有名なのは、1998年に韓国の各マスコミが『日本人サッカー選手の中田英寿は、実は在日3世である』と報じてしまい、中田本人から抗議を受けたという事件である。これは韓国マスコミの特殊なミスリードではない。実は同様の捏造報道は、気づかないところで数限りなくなされているのである。朝鮮人はよほど日本人にコンプレックスがあるのか、こうした在日認定の傾向は、マスコミだけに見られる特徴ではない。むしろ、朝鮮人全般にわたって広く一般的に見られる症状であると言える。なにしろアメリカ大リーグのホームページにまで、『野茂（英雄）や松井（秀喜）は実は日本人ではなく朝鮮人なのだ』と怪しげな英語で投稿する朝鮮人が後を断たず、アメリカ人にやんわりと諭され、それに逆ギレして失笑を買うという黄金パターンは今も健在だ。歴史上の人物についても同様である。例えば、豊臣秀吉といえば、朝鮮半島に攻め込んだということもあって彼らにとっては悪魔のごとき人物なのだが、その豊臣政権を倒した徳川家康は、朝鮮人には意外とウケがよい。そして彼らにとって、悪魔を倒した英雄は、当然日本人ではあり得ず、朝鮮人でなければならないのである。そこで驚くべきことに、『徳川家康は実は朝鮮人である』という妄想を平気で口にする朝鮮人が出てくることになる。いや、信じられないだろうが、こういうおバカな朝鮮人はマジで多いのだ。（中略）日本人であるはずはない、朝鮮人であるに違いないという、哀しいコンプレックスゆえのことであろう。まぁ、勝手に妄想して勝手に笑い者になってください」と批判している[79]。
- 呉善花は「最近は韓流ブームですから、それに乗じるかたちで韓国ではルーツの話がかまびすしい。日本文化は着物から剣道に至るまで、すべて韓国ルーツだと、ネチズンあたりが中心になって盛んにいってます。しかも日本人には、日本文化は韓国ルーツだと思い込みたがる人がかなりいて、韓国人がそう言い張ると、ああ、あれもやっぱり朝鮮半島を経由して日本にもたらされた、と思ったりしてしまう」「そもそも朝鮮半島にはお茶を飲む習慣がありません。（中略）また、同じころに在日韓国人が韓国に行って、お茶を飲む習慣があったという歴史を捏造しました。驚くべき事に、家元までつくりあげてしまったんです。たかだか十数年前からの家元ですが、ルーツ好きな日本人は韓国でお茶の店に行くと、『そうか、ここが発祥なんだ』と感心してしまう」「朝鮮半島が中心になる小中華思想では、中国を属国とするわけにはいかない。つまり韓国にとっては、周辺国家といっても日本しかないわけです。しかも島というのは蔑視しやすい。（中略）反日感情のある韓国人は、必ず日本人に対して威張った言い方をしますし、精神性や血統についても韓国のほうが優れている、と思っています。一流大学の歴史学者までがこのような主張をしていて、ある韓国の学者が日本へ行って奈良などを散策したあとに、自国で『日本は韓国だった』という内容の本を出版しました。（中略）色々な建造物を見て歩いたら、いかに日本が韓国であるかがわかった、と」「実際のところ、韓国オリジナルのものはあまりありません。仏教でも漢字でも、中国から韓国に入って日本に流れたものがほとんどです。いちおう韓国の学校でも、韓国にあるものの多くは中国発祥だと教えますが、その部分はほとんど強調されず、中国から入ったものを何百年もかけて朝鮮半島的なものに作り変え、それを何もない未開の地であった日本に伝えてあげた、ということだけがプレイアップされる。たとえば韓国人は中国仏教を百済仏教にアレンジして、それを日本に教えた、というわけです。そんな状況だから、高校まで歴史教育を受けてきた一般の韓国人は、中国のことなど頭から飛んでしまって、『すべては韓国発祥で、われわれはそれを日本に教えてあげた』となる。そして、それこそが韓国人の生きがいといっていい」と批判している[80]。
- 黄文雄は、「中国と朝鮮・韓国との領土紛争は中国とベトナムをめぐる紛争と酷似している。しかし、多くの点で対ベトナムのそれとはちがう。韓国のウリジナルでは『韓国は人類文明の根であり起源の地である』『古代の韓帝国はユーラシア全域に及び、新羅帝国の領土は一時、上海近くまで及んだ』などさまざまなことを主張する。仮に『一時的』があったとしても、あくまでも『一時的』のみでしかない。実際、コリア半島は『一時的』さえ『帝国』という盛期は歴史上なかった。ずっと中華帝国歴代王朝の『千年属国』というのはまぎれもない史実である。コリア半島の歴史上、いかなる時代でも北方夷狄のように中華世界や東亜世界に君臨したことはなかった。しかし、江南の地は東亜史上、『百越の地』として中国の『正史』にも記録され、ベトナム人のホームランドだったのは史実である。ユーラシア大陸史のなかで流民の吹き溜まりの地であるコリア半島は、中華の千年属国以外にはいかなる歴史も創出しなかった。それが歴史の真実であり、いくら悔しがっても歴史は歴史である[81]」「韓国人のナショナリズムが高揚するにつれて、日本に対する韓国起源説がどんどん強くなってきた。そして、神功皇后は新羅人皇女だ、素戔嗚尊は古朝鮮人で、日本を征服して出雲王朝の祖となった、天照大神は百済人で、近肖古王のふたりの王女のひとりであった、などといったさまざまな荒唐無稽な説が出てきた。そのためのこじつけとして、奈良は朝鮮語で国の意味だとか、そのナラに天神が降臨したという神話があるとか、珍説奇説やら屁理屈をまくしたてる。また、こういった日韓同祖・同種の話は、韓国人の著書にいやというほど出てくる」「応神天皇は韓国人だった説、允恭天皇も天武天皇も、さらには卑弥呼も韓国人だった説まであります。これは韓国人の民族主義や自尊心を満足させるようです。しかしほとんどの天皇韓国人説は資料の厳密な検証の欠陥と支離滅裂な論証、そして恣意的な資料を引用したもので成り立っています」「韓国は武士道だけでなく、天皇、神道、相撲、剣道、茶道、歌舞伎、俳句、和歌、芸者、忍者、日本建築、神代文字、扇子、折り紙、寿司、刺身、納豆、錦鯉や秋田犬に至るまで、あらゆるものを韓国起源だと主張してきましたが、理論は飛躍していて牽強付会、話になりません。中国との間でも漢字、石碑、印刷技術、針灸の起源をめぐった争いがあり、しまいには孔子や秦の始皇帝まで韓国人だと言い出すので、中国人学者と韓国人学生の間で乱闘騒ぎまで起きたほどです」と韓国起源説を荒唐無稽だと評している[82][83]。
- ジャーナリストの竹嶋渉も剣道と茶道の韓国起源説について、「なぜ韓国人はこのような奇妙な主張を展開するのだろうか。剣道と茶道ではその背景がかなり違う。茶道の場合には単純に『日本には高尚な文化があるはずはない』という偏見と『日本は野蛮国なのだから、日本に高尚な文化があるとすればそれは韓国が伝えたものである』という鼻持ちならない高慢な優越意識が背景にある。剣道の場合はこれとはやや異なっている。現在、韓国で公式競技として行われている剣道は日本の剣道とほぼ同じものである。日本に対して高慢な優越意識を持っている韓国人にとっては、野蛮人である日本人の武道を学んでいること自体が心理的負い目として作用する。そこで『剣道の起源は実は韓国だった』ということにしておけば、こうした心理的負い目をきれいさっぱり払拭してくれるばかりか、国内向けに愛国者面をすることもできて、一石二鳥というわけなのである。故に韓国において、日本の剣道や茶道の起源は学究的な問題ではない。日本に対する優越感を満足させ、劣等感を克服するという精神次元の問題なのである」と述べている[84]。
- 中国人ジャーナリストの戴世煜は『週刊プレイボーイ』で、「韓国は中国人の永住を拒絶したり、中国より古い5千年の歴史があるとか、漢字は朝鮮が起源だといった主張が嫌われる原因です。特に高齢者の間で反韓意識は高いですね。第二次世界大戦中、日本の手先として中国に攻め入ったのに戦勝国側に居座っている事が厚かましくみえるのでしょう。極めつけはベトナム戦争で米国側についた事。その後の韓国の経済発展も米国の援助のおかけだと見て米国の犬と考える人も多いからです」と韓国起源説が中国における嫌韓を助長していると述べている[85]。
- 中国新聞網は、「文化の強奪を通じて、文化の少なさを補おうとしている」「韓国が他国の文化を強奪するのは、文化に対するコンプレックスがあるからだ」として、起源に固執する理由は「経済的・政治的に成長を遂げながらも、世界に対する影響に制約があるのは、自国の文化的影響力が足りないためと思っているからに違いない」と分析している[86]。
- 石平は「朝鮮半島最初の王朝・衛氏朝鮮は中国人が建国したという史実や、朝鮮の歴代王朝が中華帝国の属国となり続けたことの劣等意識から、韓民族は建国物語『檀君神話』を生み出した」「儒教など中華の文化に染まり、元や清のように中華世界が夷狄に支配されたことで、『朝鮮こそ本当の中華』と思うようになり、その自尊感情が『何でも韓国起源』のウリナラ史観に繋がった」と分析している[87]。
- 古田博司も、「剣道も華道も韓国起源、孔子は韓国人だったという。外国人はこうのたまう彼らの文化を俗にウリジナルといっている」として、その原因を民族の「脱落のプロトコル」に求めている[88]。韓国文化は中国文化でしかないため、韓国人は「入ってきたら内の物」だと認識してしまい、ウリジナルの原因になっていると指摘しており、「なぜ彼らは受容しても自分の文化だと思うのだろうか」と考察し、「コリアンはシナ文化しかなかったので、文化に関心を持たなかった」ため、「韓国人は文化が何かよく分からない」という結論に至り、そこに至るまで野崎充彦の朝鮮古典文学の主人公や舞台はほとんど中国（中国人）だから、「朝鮮古典文学の特徴は朝鮮の不在である」という研究が参考になったと述べている[88]。
- 『週刊大衆』2008年11月3日号は、「ここ数年、主に都市部で激増した中国のネット利用者を中心に、韓国への怒りが蓄積されていたことがあります。その理由となったのは、いま韓国で流行している韓国起源説なんです。韓国起源説とは他国の文化や事物などを、すべて『韓国発祥だ』とする学説。『日本の剣道や柔道、寿司、うどん、歌舞伎、日本語などは韓国発祥』というものから、『世界の古代文明もすべて韓国が発祥で、イギリス人の祖先も韓国人』などという、もはや笑うしかないものまであるのだが、韓国では、大学教授やマスメディアを含め、ごく一部ながら、こうした説が大マジメに議論されている。いつ頃から存在したかは不明ですが、日本や中国で知られるようになったのは、インターネットが普及してからです。歴史的に中国や日本の圧迫を受けてきた国だけに、韓国人が世界一だと思いたい心理が、こんな説を生んだんでしょう。そして、中国の文物に関しても韓国起源とする説はある。漢字や漢方、活版印刷などの事物、老子や孔子といった偉人についても、『韓国生まれだ』という主張がなされてきた」と分析した。
- マックス・フォン・シュラーも「チヂミ」は、マルコ・ポーロが盗み、イタリアに持ち帰って「ピザ」になったと主張する韓国人や、「クリスマスツリー」は韓国が起源であり、「クリスマスツリー」の使用に対して世界中で「著作権料」を要求するなどの韓国人の行動の根底には、「ソウルは宇宙の中心」「世界のすべては韓国から始まった」という、韓国人が世界の中心にいるという「エスノセントリズム」や「優越感」があると指摘しており、このような考え方は、中国の皇帝に代表されるもので、天命を受けた正義の中国人が中原から世界を支配するという、中国学者にはお馴染みのものであるが、韓国は数百年にわたって中国の植民地であったため、中国の帝国主義的な考え方が韓国の支配者層に広まったのであろうと指摘しており、国際社会が韓国人の突飛な考え方を見抜き、それを否定することを望んでいる[89][90]。
- 中国では、「文化の強奪を通じて、文化の少なさを補おうとしている」「韓国が他国の文化を強奪するのは、文化に対するコンプレックスがあるからだ」と分析し、文化に固執する理由として「経済的・政治的に成長を遂げながらも、世界に対する影響に制約があるのは、自国の文化的影響力が足りないためと思っているからに違いない」と分析している[91]。中国人はこのような主張に対して理解に苦しむという意見が大半だが、「韓国からの強奪にはもう慣れてしまった。孔子だけではなく、仏教の開祖・釈迦ですら韓国人なのだから」といった皮肉も見られる[92]。また、「韓国人はこの地球上において、誰かが何かを成し遂げると、韓国人は決まって『それを成し遂げたのは韓国人だ！』と口を挟む。韓国人のロジックに基づけば、古代中国の四大発明は韓国人が発明したものであり、老子や孔子も韓国人であり、中国で2000年の歴史を誇る端午節も韓国のものなのである。酷いものになると、中国の全てのものは韓国のものだという恥知らずの意見も存在し、本当に笑わせてくれるものだ。これほど恥知らずな国は世界でも他には見当たらず、以前から患っていた自己陶酔病はよりいっそう悪化し、今では総合空想病になってしまったのだろう」という意見もある[93]。
- 台湾では、「私は日本のラーメンと餃子が大好きなのだが、日本人は改良を加えるのが得意なため、インドカレーやビビンバなど、本場の料理よりも更に美味しくなっているのである。また、全く別の料理であるかのように進化していても、日本人は謙虚であるため、某国人のように自分たちが発明したなどとは言い張らない」という意見がある[94]。
- 桜井誠も、「韓国人の日本文化朝鮮起源説は、対日劣等感の裏返しであり、言い換えれば朝鮮にはまともな文化がなかったと認めているのに等しい。常に歴代中華帝国の徹底的な蹂躙を受けてきた朝鮮半島では、自分たちを小中華と呼んで中華の正統な後継者と勝手に位置づけ、また中華文化圏からいち早く抜け出した日本などを東夷と呼んで蔑むことで、かろうじて崩壊寸前の精神の均衡を保ってきたのである。（中略）現在に到るまでの朝鮮に共通しているのは『日本のような東夷に立派な文化などあるはずがない、あるならそれはきっと朝鮮半島から渡来したはずだ。世界が日本の文化を賞賛するのは間違っている。賞賛するなら宗主国たる朝鮮を賞賛すべきだ』と多くの人が本気で思っている事であろうか。だからこそ、今後も世界で賞賛されるような日本の文化が表に出てくれば、必ず『それは朝鮮起源だ』と主張してくるであろう。日本文化朝鮮起源説とは、まともな文化を何一つ持つ事が出来なった朝鮮民族の悲しい叫びなのである」「韓国では、あらゆるものが韓国起源であると本気で信じている輩が大勢いる。さすがにトンデモ話として韓国でも受け止められているだろうが、『10万年ほど前に存在した朝鮮語が世界の宗主言語だ』という主張をのたまう韓国人も少なくない。（中略）韓国にまともな歴史や文化が存在しない事は、少しでもかの半島の歴史を勉強した方なら納得いくことだろうが、だからこそ屈辱にまみれた朝鮮の歴史を認める事が出来ない韓国人たちは、たとえ捏造してでも、自分たちがいかに誇らしき民族であるかを世界に示したいのである。韓国人の歴史や文化に対する劣等感は、日本人には想像できないほど凄まじいのである」「空手や相撲だけではなく、韓国人は日本のあらゆる文化を盗もうとしているんだ。『誇るべき文化がない』→『世界的に有名な日本の文化を韓国起源ということにしよう』→『文化を手に入れると同時に日本の足を引っ張れて一石二鳥』というわけさ。しかも韓国人はインターネットを通じて、捏造起源情報を世界中に宣伝しているんだ」と述べている[95]。
- 2009年6月30日、台湾の馬英九総統は繁体字の世界文化遺産申請と関連して、「韓国に繁体字の世界文化遺産申請を奪われるかもしれない」と懸念を示したが[96]、2011年4月10日に馬英九総統が聖約翰科技大学の学生と懇談した時に、韓国人留学生が「台湾で6か月間留学する間、多くの台湾人が韓国に対して誤解しているということを悟った。台湾人が『韓国人は孔子を韓国人と思っている』『孔子を奪おうとしている』と話す」「韓国人が台湾の伝統料理であるまた豆乳を韓国が発明したと考えているという台湾人の誤解もある、このような誤解のために韓国人は他国の文化を奪うのが好きだというふうに映っている」「台湾で最も影響力があり、信頼を受けている総統が、直接誤解を解いてほしい」と要請した[97]。これに対して馬英九総統は、「韓国では孔子は中国人だと教えており、韓国人は孔子を韓国人だとは思っていない」と回答した[97]。
- 宮脇淳子も、「鍼灸に限らず、他国の文化について自分たちが発祥だと主張するのは、もはや韓国の『病』といってもいいでしょう。剣道、柔道から寿司に至るまで、日本人にとってはもはや慣れっこの感もありますが、漢方についても、韓国では20年ほど前にわざわざ『韓方』と呼び換えたそうで、漢方薬の調合を韓国独自のやり方でしているから別物だと言っているようですが、韓国の『剽窃癖』には、さすがの中国人もウンザリしているようです。日本にも漢方はあって、当然日本の風土に合わせてアレンジしてあるはずですが、漢方は漢方としてそのまま受け入れ、シナのオリジナルに対して相応の敬意も持っています。ところが韓国の場合、人のモノを自分のものにしないと気が済まない。このように、何でも自分たちがオリジナルだと言いたがる傾向は、巷では『韓国起源説』と揶揄されています。こうした世界でも珍しい思考パターンは、歴史も文化も誇れるものが何もないという、韓国人の潜在的自覚の裏返しなのでしょう。ちなみに、朝鮮料理と言えば唐辛子の真っ赤なイメージですが、唐辛子は朝鮮出兵の際に豊臣軍が朝鮮半島に持ち込んだというのが通説となっています。そのため、それ以前の朝鮮が舞台である『チャングム』には、赤いキムチが出てこなかったわけです。我々からすれば、日本から伝わろうと朝鮮から来ようと、正直どっちでもいい話なのですが、韓国人にとっては彼らご自慢のキムチが日本の影響で生まれたというのは我慢ならないようで、それ以前から朝鮮半島固有の唐辛子があったと主張している学者もいるそうです。もちろん、証拠は何ひとつありません」と述べている[98]。
- 法隆寺金堂壁画の作者は不明であるが、韓国の歴史教科書は「高句麗もたくさんの文化を日本に伝えてあげた。高句麗の僧侶彗慈は聖徳太子の師であり、曇徴は紙、墨、硯を作る技術を教えてあげ、法隆寺金堂壁画も彼の作品として知られている」と記述しており、勝岡寛次の話によれば、「韓国お得意の“ウリジナル”歴史も登場する。…確たる歴史資料がないため作者不明とされているのをいいことに金堂壁画が朝鮮人の作だとする手前勝手な主張には開いた口が塞がらない」と評している[99]。

## パロディ
中国のポータルサイトに「韓国の梨花女子大学校の教授が、曹操の一族はもともと朝鮮半島に住む貴族だったが、西暦117年に起こった政変によって黄河中下流域へと落ち延び、その後、姓を夏侯へと変え、曹操の父が曹氏を継いだと主張している」とする「曹操韓国人説」が出回り一時騒然となったが、後になって悪戯だと判明するという事件があり、中国では韓国に「文化を盗まれた」とする事件が多発していたことから、多くの中国人ネットユーザーが悪戯に気付かず、騒ぎが大きくなったと見られている。
動画共有サイト YouTubeでは、続出する韓国起源説を受けて、韓国の歴史と文化は周辺国を盗作したものと主張する動画が出回っている。「All Your Culture Are Belong To Us（お前らのすべての文化は私たちのもの）」という動画では、対象に照射すれば全てのものをそのままコピーできる「文化盗作光線」を発明した韓国人が「世界のすべての国の文化は韓国のもの」と主張する内容で、韓国人は儒教、漢字、歌舞伎など周辺国の文化遺産を盗作して自分のものだと言い張り、韓国人が自動車を発明し、忍者も韓国が元祖という内容が出てくる。「Korean history - Cultural Plagiarism（韓国歴史-盗作の文化）」では、「韓国人の盗作に対してノーと言おう」という内容で、韓国人でない人物を韓国人と言ったり、他の国を韓国の土地だと紹介したり、盗作を日常的に行う韓国人が他の文化圏の遺産を盗作していると皮肉るものである。「Korean Created the World's Civilization（韓国人が世界文明を創造した）」というタイトルの動画では、古代中央アジアで突然現れた韓国人が黄河、インダス、シュメール、エジプトなど世界主要文明を建設したという内容が出てくる。「All Japanese Culture Are Belong to Us（すべての日本の文化は私達のもの）」という動画は、韓国人がキムチと亀甲船とともに宇宙空間に現れるシーンから始まり、自らを「世界で最も知的な民族」と称し「すべての日本文化は韓国から来た」と主張し、韓国人のような外見をした人物が「韓国の歴史書にそのように書かれていて、すべて証明されている」と主張する。動画は、これに「信ずるに足らない。日本は独自の文化を自分で作ってきた」と答え、日本の文化は韓国ではなく、中国をはじめとする他の国から広まったと言い、「柔道、剣道、合気道、盆栽、寿司、酒などのすべての優秀な日本文化と韓国文化には関連がない」とし「韓国人よ、嘘はいけない」とアドバイスする。この他にも「日本は韓国の土地だった」「チンギス・カンは韓国人だった」「韓国人が飛行機を発明した」「韓国人は現代科学技術の起源」「イエス・キリストは韓国人だった」等のタイトルをつけた動画が存在する。
『ウィークリー・ワールド・ニューズ』は、「朝鮮日報によると、米アップル社のiPhone 4は、主要部品が韓国製であり、『実際には韓国製の携帯電話』ということらしい。この報道に対しアップル社のスティーブ・ジョブズ最高経営責任者は、『iPhone 4のタッチパネルは、韓国のLGエレクトロニクス製。CPUやメモリ、電池などの主要部品もサムスンをはじめとする韓国製だから間違って無いかも（苦笑）』とコメントしている。（中略）IT関連機器に詳しい中国人ジャーナリストの戴世煜氏によると、『iPhone 4が名実共に中国製品である事は疑いの余地もありません。その証拠として山寨機と呼ばれるコピー携帯電話があります。例えばiPhone 4の山寨機の場合、価格はオリジナルの1/5。オペレーティングシステムも使いやすいアンドロイド。しかもSIMカードが2枚使えて、電話番号が2つ持てる事も常識です。対する韓国製iPhone 4コピー携帯は、価格が1/2、性能はオリジナル以下と、大きく差をつけられています』（中略）この中国側の反論に対し、韓国側コピー携帯製造メーカーは『スティーブ・ジョブスは韓国人だし、そもそもリンゴの木は韓国原産だ』と強気の姿勢を崩していない」というジョーク記事を配信している。